# Protazy Hong Jae-yeong
Protazy Hong Jae-yeong (ur. 1780 w Yesan, zm. 4 stycznia 1840) – koreański męczennik i błogosławiony Kościoła katolickiego.

## Życiorys
Protazy Hong Jae-yeong pochodził ze szlacheckiej rodziny. Był synem Łukasza Hong Nak-mina. Ojciec nauczył go katechizmu. W 1801 roku, w czasie prześladowań, został aresztowany wraz z ojcem, wyrzekł się wiary i został zesłany do Gwangju. Jego ojciec poniósł śmierć męczeńską. W późniejszym okresie życia odzyskał wiarę i pokutował za swoje błędy. Wychował swoje dzieci zgodnie z nauką kościoła. W 1832 roku sądy królewskie ogłosiły amnestię, Protazy Hong Jae-yeong otrzymał propozycję powrotu do swojego rodzinnego miasta pod warunkiem ponownego wyrzeczenia się wiary; odmówił. Po wybuchu kolejnych prześladowań antykatolickich w 1839 roku udzielił schronienia wiernym w swoim domu. Został przeniesiony do Jeonju razem z innymi katolikami, gdzie był wielokrotnie torturowany i przesłuchiwany. Został skazany na karę śmierci, którą wykonano przez ścięcie 4 stycznia 1840 roku.
Beatyfikował go papież Franciszek w grupie 124 męczenników koreańskich 16 sierpnia 2014 roku.